# Практика (телесериал)
«Практика» (англ. The Practice) — американская судебная драма, созданная Дэвидом Э. Келли и транслировавшаяся на телеканале ABC с 4 марта 1997 по 16 мая 2004 года. За этот период было снято восемь сезонов.
В центре сюжета находится юридическая контора в Бостоне, где и разворачивается основное действие сериала.
Стартовав как замена в середине сезона, шоу сравнительно быстро закрепилось в телевизионных рейтингах, достигнув наибольшей популярности в четвёртом и пятом сезонах. Сериал был любим критиками и выиграл множество наград, в том числе и две премии «Эмми» в категории «Лучший драматический сериал» в 1998 и 1999 годах. В общей сложности сериал завоевал пятнадцать наград «Эмми», а также три «Золотых глобуса» и премию «Пибоди». Популярность сериала привела к запуску спин-оффа под названием «Юристы Бостона», который выходил на протяжении пяти сезонов, с 2004 по 2008 год. В 8 сезоне сериал покинули Дилан Макдермотт, Келли Уильямс, Лиза Гэй Хэмилтон, Марла Соколофф и Лара Флинн Бойл.

## Эпизоды
| Сезон | Сезон | Эпизоды | Оригинальная дата показа | Оригинальная дата показа | Рейтинг Нильсена | Рейтинг Нильсена |
| Сезон | Сезон | Эпизоды | Премьера сезона          | Финал сезона             | Ранк             | Зрители (млн)    |
| ----- | ----- | ------- | ------------------------ | ------------------------ | ---------------- | ---------------- |
|       | 1     | 6       | 4 марта 1997 года        | 8 апреля 1997 года       | 43               | 9.2              |
|       | 2     | 28      | 20 сентября 1997 года    | 11 мая 1998 года         | 82               | 10.0             |
|       | 3     | 23      | 27 сентября 1998 года    | 9 мая 1999 года          | 34               | 12.7             |
|       | 4     | 22      | 26 сентября 1999 года    | 21 мая 2000 года         | 8                | 17.9             |
|       | 5     | 22      | 8 октября 2000 года      | 13 мая 2001 года         | 9                | 18.3             |
|       | 6     | 23      | 23 сентября 2001 года    | 19 мая 2002 года         | 26               | 12.9             |
|       | 7     | 22      | 29 сентября 2002 года    | 5 мая 2003 года          | 55               | 9.8              |
|       | 8     | 22      | 28 сентября 2003 года    | 16 мая 2004 года         | 63               | 9.1              |

## Актеры и персонажи
| актер             | персонаж               | должность                    | сезон     | сезон     | сезон     | сезон        | сезон     | сезон     | сезон     | сезон     |
| актер             | персонаж               | должность                    | 1         | 2         | 3         | 4            | 5         | 6         | 7         | 8         |
| ----------------- | ---------------------- | ---------------------------- | --------- | --------- | --------- | ------------ | --------- | --------- | --------- | --------- |
| Дилан Макдермотт  | Роберт «Бобби» Доннелл | адвокат, основатель фирмы    | регулярно | регулярно | регулярно | регулярно    | регулярно | регулярно | регулярно | гость     |
| Лиза Гэй Хэмилтон | Ребекка Вашингтон      | адвокат, бывший секретарь    | регулярно | регулярно | регулярно | регулярно    | регулярно | регулярно | регулярно |           |
| Стив Харрис       | Юджин Янг              | адвокат                      | регулярно | регулярно | регулярно | регулярно    | регулярно | регулярно | регулярно | регулярно |
| Кэмрин Мангейм    | Эллинор Фрутт          | адвокат                      | регулярно | регулярно | регулярно | регулярно    | регулярно | регулярно | регулярно | регулярно |
| Келли Уильямс     | Линдси Доул            | адвокат                      | регулярно | регулярно | регулярно | регулярно    | регулярно | регулярно | регулярно |           |
| Майкл Бадалукко   | Джим «Джимми» Берлути  | адвокат                      | регулярно | регулярно | регулярно | регулярно    | регулярно | регулярно | регулярно | регулярно |
| Лара Флинн Бойл   | Хелен Гэмбл            | помощник окружного прокурора |           | регулярно | регулярно | регулярно    | регулярно | регулярно | регулярно |           |
| Марла Соколофф    | Люси Хэтчер            | секретарь                    |           |           | регулярно | регулярно    | регулярно | регулярно | регулярно | гость     |
| Джейсон Кравиц    | Ричард Бэй             | помощник окружного прокурора |           |           |           | периодически | регулярно |           |           |           |
| Рон Ливингстон    | Алан Лау               | помощник окружного прокурора |           |           |           |              |           | регулярно |           |           |
| Джессика Кэпшоу   | Джейми Стрингер        | адвокат                      |           |           |           |              |           |           | регулярно | регулярно |
| Кайлер Ли         | Клэр Уайетт            | адвокат                      |           |           |           |              |           |           | регулярно |           |
| Рона Митра        | Тара Уилсон            | адвокат                      |           |           |           |              |           |           |           | регулярно |
| Джеймс Спейдер    | Алан Шор               | адвокат                      |           |           |           |              |           |           |           | регулярно |